# Melu Voinea
Melu Voinea (n. 15 martie 1960) este un fost senator român în legislatura 2000-2004 ales în județul Bacău pe listele partidului PSD. Melu Voinea a fost validat ca senator pe data de 18 ianuarie 2001 când l-a înlocuit pe senatorul Sergiu Sechelariu.

## Legături externe
- Melu Voinea Arhivat în 17 august 2016, la Wayback Machine. la cdep.ro